# Dogana
Dogana je město na severovýchodě republiky San Marino. Se zhruba sedmi tisíci obyvatel je nejlidnatějším sídlem v zemi, ale nemá vlastní samosprávu a je administrativní součástí obce (v sanmarinském názvosloví castello) Serravalle. V roce 2006 podali doganští obyvatelé žádost o udělení statutu samostatné obce, ale parlament ji zamítnul; městu bylo alespoň přiděleno vlastní poštovní směrovací číslo.
Dogana byla připojena k San Marinu v roce 1463 po válce, v níž Sanmariňané podpořili Papežský stát proti vévodovi z Rimini Malatestovi. Její název (italsky Dogana, v místním nářečí Dughana) znamená v překladu „celnice“. Město leží na hranici s Itálií (nejbližší italská obec je Cerasolo) a prochází jím sanmarinská dálnice. Místní celnice už ale nefunguje, protože San Marino tvoří s Itálií celní unii.
Město žije převážně z turistiky, nachází se v něm řada bank a obchodů. Sídlí zde fotbalový klub AC Juvenes/Dogana, účastník sanmarinské fotbalové ligy. V Doganě se také nachází Teatro Nuovo, s kapacitou 872 míst největší kulturní zařízení v zemi.
V roce 2011 byl podle města pojmenován kráter Dogana na Marsu.